# 泾县
泾县位于中國安徽省东南部，是宣城市辖下一个县。长江的支流青弋江穿越全境。区域总面积为2059平方公里，人口36万。县人民政府驻泾川镇。
泾县以特产宣纸，宣笔而闻名。云岭是抗日战争期间新四军军部所在地，茂林是1941年1月的皖南事变发生地。

## 历史
秦王政二十四年（前223年），秦灭楚国。翌年，平江南，置泾县（治城西北2.5公里泾溪西岸），属会稽郡。
秦末，分会稽郡西部置鄣郡，泾县属之。不久，复分鄣郡西部置庐江郡，泾县改属之。
汉武帝元狩二年（前121年）七月，撤销江南庐江郡，泾县改属丹阳郡。
汉顺帝永和四年（139年），泾县改属宣城郡。
汉桓帝建和元年（147年），撤销宣城郡，泾县复归丹阳郡管辖。
汉献帝兴平二年（195年），为孙策控制区。
汉献帝建安十三年（208年），孙权分泾县西南地区置安吴县（县治西兰山南渡口），属丹阳郡。
隋开皇九年（589年），废宣城郡，撤销安吴县，并入泾县（县治泾溪西岸），属宣州。
隋炀帝大业三年（607年）四月，泾县改属宣城郡（郡治宣城）。
唐武德三年（620年）六月，设猷州（州治今泾县章渡大岭集马家村大宁山南），泾县属之。
武德八年，废猷州 并入泾县，改属宣州。
宋孝宗乾道二年（1166年），升宣州为宁国府（仍治宣城）。
元世祖至元十四年（1276年）改宁国府为宁国路，泾县属之。
元顺帝至正十七年四月，朱元璋率军攻取宁国路，改称宁国府。
明清时期，泾县属宁国府。
民国元年（1912年）1月，废道、府，泾县属安徽省。
中华人民共和国成立后，泾县先后属皖南人民行政公署宣城专区、皖南人民行政公署芜湖专区。
1971年3月29日，芜湖专区改称芜湖地区，泾县属之。
1980年2月，芜湖地区改名宣城地区。泾县仍属之。
2000年6月25日国务院批准：撤销宣城地区和县级宣州市，设立地级宣城市，泾县属之至今未变。

## 人口
2020年末，全县常住人口为275837人，与2010年第六次全国人口普查的299555人相比，减少23718人，下降7.92%，年平均下降0.82%。

## 旅游
泾县旅游资源丰富，截止2020年底，县内拥有：
- 国家AAAA级旅游景区4家：云岭新四军军部旧址纪念馆景区、水西-皖南事变烈士陵园景区、桃花潭景区、查济景区、中国宣纸文化园
- 国家AAA级旅游景区3家：江南第一漂景区、王稼祥故居纪念馆景区、茂林景区；
- 国家AA级旅游景区2家：月亮湾景区和赤滩古镇景区。其中月亮湾景区有有轨小火车。[3][4]

## 行政区划
泾县下辖9个镇、2个乡：
泾川镇、茂林镇、榔桥镇、桃花潭镇、琴溪镇、蔡村镇、云岭镇、黄村镇、丁家桥镇、汀溪乡和昌桥乡。

## 交通
- 205国道过境。
- 巢黄高速公路 泾县南收费站（K74+068M处）

## 名胜古迹
- 桃花潭